# Stepnoi (Proletarsk)
Stepnoi (en rus: Степной) és un poble (una khútor) de l'óblast de Rostov, a Rússia, segons el cens rus del 2010 tenia 232 habitants. Pertany al districte de Proletarsk.